# Мысовцево
Мысовцево (баш. Мысовцев) — деревня в Уфимском районе Республики Башкортостан Российской Федерации. Входит в состав Жуковского сельсовета.

## География

### Географическое положение
Расстояние до:
- районного центра (Уфа): 20 км,
- центра сельсовета (Жуково): 3 км,
- ближайшей ж/д станции (Авдон): 3 км

## Население
| 2002 | 2009 | 2010 |
| ---- | ---- | ---- |
| 223  | ↗261 | ↘259 |

Национальный состав
Согласно переписи 2002 года, преобладающая национальность — русские (87 %).